# Violência doméstica em Portugal
Violência doméstica em Portugal é segundo autoridades portuguesas todas as situações de conduta ou omissão que infrinjam sofrimento de natureza física, sexual, psicológica ou econômica de forma direta ou indireta a pessoas que coabitem o mesmo agregado doméstico, ou não coabitando, que sejam parceiros íntimos ou ex parceiros ou que possuam parentesco civil (como casamento e adoção) ou natural (como filhos, netos e avós biológicos).
Em Portugal a violência doméstica é considerada um problema social desde a década de 80, com os maus tratos a crianças sendo primeiramente denunciado por comunidades pediátricas e a violência contra a mulher por Organizações Não Governamentais. A primeira legislação especialmente voltada para o tratamento do problema da violência doméstica surgiu na década de 90. Inicialmente a atenção pública e investigativa dada a violência doméstica sofrida por homens e a violência doméstica sofrida por idosos foi negligenciada, passando a receber atenção somente nos últimos anos.

## Violência entre parceiros íntimos (VPI)
A violência entre parceiros íntimos (VPI) é a violência doméstica que acomete homens e mulheres em relações heterossexuais ou homossexuais de intimidade. A investigação atual é limitada por diversos fatores, como o fato de pesquisadores enfrentarem relutância dos entrevistados em relatarem situações de abuso ou o fato do sexo do entrevistador ou a quantidade de pessoas presentes influenciar nas respostas do entrevistado. A nível mundial, duas linhas de pesquisa dominam a academia e ambas são criticadas por diversos motivos. Aquelas desenvolvidas por sociólogos da família, que recorrem a pesquisas com metodologia quantitativa como a Escala de Táticas de Conflito, são criticados por ignorarem a motivação, o contexto e as consequências resultantes da violência. Este tipo de estudo costuma produzir resultados simétricos de violência, onde homens e mulheres são igualmente perpetradores e vítimas da violência na intimidade. Pesquisas levadas a cabo por estudiosos feministas que recorrem a metodologia qualitativa, com entrevistas em profundidade, são criticados por possuírem em geral amostras compostas em sua maioria por mulheres previamente identificadas como vítimas, o que pode inflar os números. Este tipo de estudo costuma produzir resultados assimétricos de violência, onde as mulheres são significativamente mais vitimadas e homens significativamente mais perpetradores de violência na intimidade. Entre os vários estudos há disparidades de amostragem e operacionalização. Em Portugal a pesquisa focada na experiência da mulher a partir de uma perspectiva feminista domina a academia, esta perspectiva considera a violência doméstica entre parceiros íntimos um problema de gênero, que acomete principalmente as mulheres. Por este motivo, a violência praticada por mulheres ou sofrida por homens ainda recebeu pouca atenção social e investigativa.
A APAV (Associação Portuguesa de Apoio a Vítima) afirmou que, em 2016, 59% dos casos de violência doméstica que chegaram a seu conhecimento eram de violência entre parceiros ou ex-parceiros íntimos. Em 2016, foram registradas 23896 denuncias de violência doméstica entre parceiros íntimos ou cônjuges às autoridades policiais portuguesas, destas, 20388 (85,32%) dos suspeitos identificados como perpetradores eram homens e 3508 (14,78%) eram mulheres. No entanto este número pode ser ainda maior, em decorrência da sub-notificação, já que muitos homens e mulheres deixam de denunciar por diversos motivos. Um estudo realizado pela Universidade do Minho concluiu com base em estimativas que apenas 10% dos homens e 23% das mulheres vítimas de violência doméstica relatam à polícia o ocorrido. O número de vítimas que procuram ajuda em organizações de apoio a vítimas também é menor entre os homens, apenas 23% deles contra 43% delas recorrem a algum serviço de apoio a vítimas. Homens deixam de procurar ajuda ou denunciar por se sentirem envergonhados, não se verem como vítimas ou por não acreditarem que o sistema lhes prestaria ajuda. As principais justificativas dadas por mulheres que deixam de prestar queixa é baixa confiança nas autoridades e instituições, atribuírem pouca importância às agressões sofridas, vergonha, esperança na reconciliação e medo.

## Violência contra idosos
A violência contra idosos em âmbito familiar é aquela praticada contra idosos por membros da família. Este tipo de violência tardou a receber atenção em Portugal, e os dados referentes a este tipo de violência ainda são menos abundantes que o de outras formas de violência doméstica. O primeiro estudo sobre a prevalência da violência doméstica praticada contra idosos por exemplo só foi feito em 2014, e encontrou os seguintes resultados: em 49,5% dos casos o agressor é o cônjuge ou companheiro da vítima, seguindo pelos filhos (30%) e as filhas (8,9%). A violência também é perpetrada por outros membros da família, os genros e noras são responsáveis por 3% dos casos e demais familiares 5%, como os netos que representam por 2,3% das agressões e as netas 0,2%. Casos de negligência são dominados por filhos (27,2%) e filhas (21,3%). Apenas cerca de 25,1% das vítimas falam sobre o ocorrido ou prestam queixa as autoridades policiais.
Entre os fatores de risco especulados pelos pesquisadores se destaca a dependência, tanto dos idosos em relação a seus familiares como dos familiares em relação aos idosos. Os idosos são vulneráveis, dependendo de cuidados da família e os familiares muitas vezes dependem da renda financeira do idoso. Outros fatores de riscos considerados são o de que algumas pessoas que maltratam idosos podem terem crescidos em ambiente violento ou estarem passando por momentos estressantes, em decorrência de processos de divórcios, desemprego e etc. Mas a qualidade da relação entre o idoso com seus familiares também deve ser ponderada.

## Violência contra crianças e adolescentes
Crianças e adolescentes podem ser vítimas indiretas de violência doméstica (como ao testemunhar episódios de violência entre membros da família ou residência) ou direta (sendo eles próprios vítimas de agressões perpetrada por familiares ou demais membros da residência). Na maioria dos casos de violência direta os próprios pais são os principais autores, com a mãe sendo responsável pela maioria dos atos violentos. Em apenas 9% dos casos o autor não é o pai ou a mãe da criança, mas um outro individuo que partilha o mesmo agregado doméstico.
Entre os principais fatores de risco está a crença cultural de que os pais tem o direito de castigarem seus filhos fisicamente como medida educacional e a dependência toxicológica, como o alcoolismo por exemplo, que comprovadamente aumenta as chances de episódios violentos.
Variáveis como composição e forma da família em que a criança reside, posição na estrutura social de sua família ou grupo doméstico, perfil sócio-escolar dos responsáveis pela criança e o gênero da criança influenciam na distribuição regular do tipo de maus tratos a que crianças são submetidas.

## Legislação
Artigo 152º do Código Penal Português:
Violência doméstica:
| “ | - 1 – Quem, de modo reiterado ou não, infligir maus tratos físicos ou psíquicos, incluindo castigos corporais, privações da liberdade e ofensas sexuais: - a) Ao cônjuge ou ex-cônjuge; - b) A pessoa de outro ou do mesmo sexo com quem o agente mantenha ou tenha mantido uma relação de namoro ou uma relação análoga à dos cônjuges, ainda que sem coabitação; - c) O progenitor de descendente comum em 1º grau; ou - d) A pessoa particularmente indefesa, nomeadamente em razão da idade, deficiência, doença, gravidez ou dependência económica, que com ele coabite; é punido com pena de prisão de um a cinco anos, se pena mais grave lhe não couber por força de outra disposição legal. - 2 – No caso previsto no número anterior, se o agente praticar o facto contra menor, na presença de menor, no domicílio comum ou no domicílio da vítima é punido com pena de prisão de dois a cinco anos. - 3 – Se dos factos previstos no nº 1 resultar: - a) Ofensa à integridade física grave, o agente é punido com pena de prisão de dois a oito anos; - b) A morte, o agente é punido com pena de prisão de três a dez anos. - 4 – Nos casos previstos nos números anteriores, podem ser aplicadas ao arguido as penas acessórias de proibição de contacto com a vítima e de proibição de uso e porte de armas, pelo período de seis meses a cinco anos, e de obrigação de frequência de programas específicos de prevenção da violência doméstica. - 5 - A pena acessória de proibição de contacto com a vítima deve incluir o afastamento da residência ou do local de trabalho desta e o seu cumprimento deve ser fiscalizado por meios técnicos de controlo à distância. - 6 – Quem for condenado por crime previsto neste artigo pode, atenta a concreta gravidade do facto e a sua conexão com a função exercida pelo agente, ser inibido do exercício do poder paternal, da tutela ou da curatela por um período de um a dez anos. | ” |

Lei nº 59/2007, de 4 de setembro
Vigésima terceira alteração ao Código Penal, aprovado pelo Decreto-Lei n.º 400/82, de 23 de setembro
Artigo 152°-A
Maus tratos:
| “ | - 1 – Quem, tendo ao seu cuidado, à sua guarda, sob a responsabilidade da sua direcção ou educação ou a trabalhar ao seu serviço, pessoa menor ou particularmente indefesa, em razão de idade, deficiência, doença ou gravidez, e: - a) Lhe infligir, de modo reiterado ou não, maus tratos físicos ou psíquicos, incluindo castigos corporais, privações da liberdade e ofensas sexuais, ou a tratar cruelmente; - b) A empregar em actividades perigosas, desumanas ou proibidas; ou - c) A sobrecarregar com trabalhos excessivos; é punido com pena de prisão de um a cinco anos, se pena mais grave lhe não couber por força de outra disposição legal. - 2 – Se dos factos previstos no número anterior resultar: - a) Ofensa à integridade física grave, o agente é punido com pena de prisão de dois a oito anos; - b) A morte, o agente é punido com pena de prisão de três a dez anos. | ” |

Artigo 152º-B
Violação de regras de segurança:
| “ | - 1 – Quem, não observando disposições legais ou regulamentares, sujeitar trabalhador a perigo para a vida ou a perigo de grave ofensa para o corpo ou a saúde, é punido com pena de prisão de um a cinco anos, se pena mais grave lhe não couber por força de outra disposição legal. - 2 – Se o perigo previsto no número anterior for criado por negligência o agente é punido com pena de prisão até três anos. - 3 – Se dos factos previstos nos números anteriores resultar ofensa à integridade física grave o agente é punido: - a) Com pena de prisão de dois a oito anos no caso do nº 1; - b) Com pena de prisão de um a cinco anos no caso do nº 2. - 4 – Se dos factos previstos nos nºs 1 e 2 resultar a morte o agente é punido: - a) Com pena de prisão de três a dez anos no caso do nº 1; - b) Com pena de prisão de dois a oito anos no caso do nº 2. | ” |